# Porte de Vincennes (stanice metra v Paříži)
Porte de Vincennes je nepřestupní stanice pařížského metra na lince 1 na hranicích 12. a 20. obvodu v Paříži. Nachází se pod ulicí Cours de Vincennes, západně od kruhové křižovatky Porte de Vincennes.

## Historie
Stanice byla otevřena 19. července 1900 jako východní konečná nejstaršího úseku metra v Paříži a proto zde vznikla otočka pro vlaky. Společný tunel se před stanicí rozděluje na dva. Jižní část sloužila pro příjezd do stanice a severním tunelem vlaky odjížděly. Každý tunel pak měl ve stanici dvě koleje s centrálním nástupištěm.
Během rozšíření tratě do Château de Vincennes, které bylo zprovozněno 24. března 1934, byla smyčka opuštěna a stanice přestavěna. Nástupiště byla rozšířena zrušením vždy jedné ze dvou kolejí a oba tunely se opět spojují východně za stanicí pod Avenue Porte de Vincennes.
V rámci modernizace a přechodu na automatizovaný provoz na lince 1, prošla stanice v roce 2008 kompletní rekonstrukcí. Nástupiště linky 1 byla upravena během víkendu 28. a 29. června 2008.

## Název
Jméno stanice je odvozeno od názvu Avenue Porte de Vincennes. Tato ulice nese jméno staré brány, kudy vedla cesta do města Vincennes.

## Vstupy
Stanice má několik východů, které vedou na Cours de Vincennes před domy č. 99, 102, 106, 90 a 81.